# Childebrand

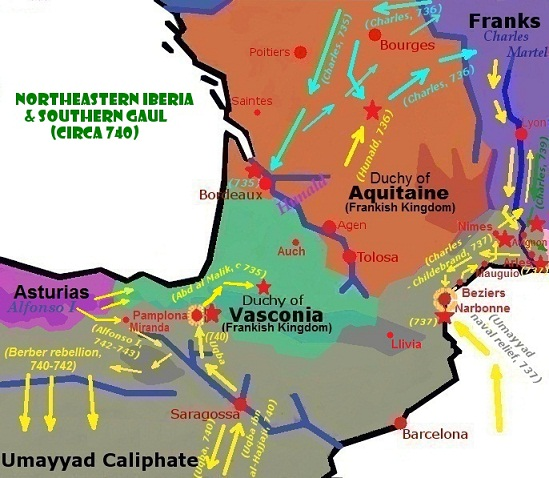
Walki z Maurami z udziałem Childebranda na wybrzeżu Morza Śródziemnego

Childebrand (ur. 678, zm. 751) – nieślubny syn Pepina z Herstalu i Alpaidy. Od ojca otrzymał księstwo Burgundii. Poślublił Emmę z Austrazji. 
W czasie rządów jego brata Karola Młota wspólnie walczyli z Maurami. 
Był patronem kontynuacji Kroniki Fredegara, której jednym z kontynuatorów był jego syn Nibelung hrabia Vexin.